# Fabiola Volkers
Fabiola Volkers (12 april 2000) is een Nederlands model. Ze is onder andere bekend van de televisieprogramma's Holland's Next Top Model en Temptation Island VIPS. 
Volkers startte in 2019 met een muziekcarrière en bracht in 2019 haar eerste nummer uit: Alles Designer. Nog in datzelfde jaar volgden Twerk en Stripperbody.
Zij is actief op videoplatform YouTube en sociale media als Instagram, waar zij begin 2021 circa 540.000 volgers heeft. Tevens is ze actief op het platform TikTok, waar in 2020 een filmpje van haar werd verwijderd vanwege een te pikante scène.
In het voorjaar van 2023 was ze te zien in het Videoland-programma Echte meisjes in de jungle. In 2024 deed ze mee aan het Prime Video-programma Good Luck Guys.